# Dominions II: The Ascension Wars
Dominions II: The Ascension Wars ist ein Computerspiel von Illwinter Game Design (Johan Karlsson und Kristoffer Osterman) aus dem Jahr 2003. Es ist ein rundenbasiertes Strategiespiel und der Nachfolger zu Dominions: Priests, Prophets and Pretenders von 2002.

## Handlung
Der Spieler übernimmt die Rolle eines Gottes einer von 17 verschiedenen Nationen und kämpft um die Herrschaft in einer Fantasy-Welt. Durch Einsatz von Armeen aus Menschen, Monstern und Magiern wird um einzelne Provinzen gekämpft. Treffen zwei Armeen in einer Provinz aufeinander, so kommt es zu einem taktischen Kampf.

## Spielablauf
Jede Spielrunde gliedert sich in zwei Phasen:

### Die Planungsphase
- Der Spieler kann seinen Armeen und Helden Marschbefehle geben. Senden und lesen von diplomatischen Mitteilungen (Texte oder Geschenke), lesen von Berichten über Zufallsereignisse, Mitbieten um Söldnern, Rekrutieren von Armee-Einheiten, Schmieden von magischen Gegenständen, Verwaltung der Provinzen, Erteilung von Bauaufträgen sowie Dirigieren der arkanen Forschung finden alle in dieser Planungsphase statt. Helden und Armee-Einheiten können bis zu fünf taktische Befehle (oder Zaubersprüche) vorgegeben werden, außerdem kann ihre Aufstellung auf dem Schlachtfeld bestimmt werden.

Sobald alle Befehle gegeben wurden, schickt der Spieler seine Spielzug-Datei per E-Mail oder direkt per Internetprotokoll an den Server.

### Die Ausführungs-Phase
Sobald alle Spieler ihren Spielzug übermittelt haben oder ein eventuell gewähltes Zeitlimit überschritten wurde, beginnt die Ausführungsphase. Der Server führt dann alle Truppenbefehle simultan aus, errechnet die Ergebnisse aller auftretenden Kämpfe und Zufallsereignisse und sendet die Spielzug-Datei zurück an die Spieler. Die Spieler können sich eine Wiederholung jedes taktischen Gefechts anschauen oder auch nur eine Zusammenfassung der Verluste ansehen.
Anschließend beginnt wieder die Planungsphase des nächsten Spielzugs. Die Anzahl der gesamten Spielzüge einer Partie hängt von der Anzahl der Spieler (1–17) und der Größe der Karte ab. Eine durchschnittliche Partie mit acht Spielern dauert ungefähr 50–90 Runden. Ein einzelner Spielzug kann je nach Micromanagement des Spielers zwischen fünf Minuten und fünf Stunden dauern, eine Stunde ist jedoch ein guter Richtwert.

## Besonderheiten
Dominions II macht am meisten Spaß gegen menschliche Gegner, bietet aber auch eine akzeptable Computergegner-AI für Einzelspieler. Die grafische Darstellung jeder Einheit (Monster, Krieger, …) in den taktischen Gefechten besteht aus lediglich zwei verschieden, sehr einfach gehaltenen Rastergrafiken. Es gibt eine abschaltbare Hintergrundmusik und eher spärliche Soundeffekte. Ein wesentliches Element des Spieles sind allerdings die ausgiebigen Beschreibungen der Spielfiguren und Zauber, welche sich an realen Mythologien anlehnen.
Über 1000 verschiedene Einheiten mit unterschiedlichen Eigenschaften (Stärke, Resistenzen, Waffen, …) stehen dem Spieler zur Verfügung. Zusammen mit über 500 verschiedenen Zaubersprüchen und mehr als 300 magischen Gegenständen erlaubt das Spiel eine große Anzahl an Kombinationsmöglichkeiten für Armee-Zusammenstellungen und Taktiken.
Nachschub, Moral und militärische Aufklärung spielen eine wichtige Rolle. Dominion (ein Wert, wie sehr die Bevölkerung einer Provinz an den eigenen Gott/an einen feindlichen Gott glaubt) beeinflusst nicht nur direkt die Kampfmoral, sondern auch die Umweltbedingungen einer Provinz, so zum Beispiel Temperatur, Zufallsereignisse oder verfügbaren Nachschub. Strategisches Beten (vorzugsweise durch im feindlichen Hinterland verborgene Priester) kann nicht nur den Ausgang eines einzelnen Gefechts beeinflussen, sondern auch zu einem unblutigen „theologischen“ Sieg führen: Verliert ein Spieler in allen seinen Provinzen Dominion (wenn also niemand mehr an ihn glaubt) dann scheidet er aus dem Spiel aus, egal wie mächtig seine Armeen sind.
Die 17 spielbaren Nationen unterscheiden sich durch die unterschiedlichen Eigenschaften ihrer rekrutierbaren Truppen; Unterschiedliche Taktiken wie Guerillakriegsführung, magische Überlegenheit, amphibische / fliegende / untote Armeen erlauben viele Kombinationen mit den verschiedenen verfügbaren Göttergestalten. Zu Spielbeginn kann der Spieler 500 Design-Punkte aufteilen zwischen verschiedenen Göttergestalten, magischen Fähigkeiten des Gottes, Burgtypen und Auswirkungen der Dominion (Glaube). Es ist möglich, sich einen hochbegabten magischen Forschergott zu erschaffen oder einen physikalisch mächtigen Kampfgott. Genauso gut kann man einen „billigen“ Gott wählen und durch den Glauben und die Burgen das Aufstellen von nationalen Armeen sehr erleichtern oder man optimiert seinen Gott und den Glauben auf das Beschwören untoter Horden.
Verschiedene Landkarten sowie Mods sind verfügbar. Fast jeder Aspekt des Spiels ist mit Hilfe eines Texteditors oder eines Malprogrammes veränderbar.

## Systemvoraussetzungen
- 64 MB RAM, 250 MB freier Festplattenplatz

OpenGL-fähige Grafikkarte (GeForce oder vergleichbare empfohlen)

### Unterstützte Betriebssysteme
- Linux auf PowerPC und x86 mit glibc ab Version 2.1.92
- macOS ab Version 10.1
- Solaris ab Version 8
- Windows 9x/ME/NT/2000/XP

alle Versionen befinden sich auf der gleichen CD-ROM

## Ähnliche Computerspiele
- Master of Magic
- Age of Wonders
- Medieval: Total War
- Heroes of Might and Magic

## Vorgänger, Nachfolger
- „Dominions: Priests, Prophets & Pretenders“ ist der Vorgänger von Dominions II
- „Dominions 3: The Awakening“ ist der Nachfolger von Dominions II und ist Ende 2006 erschienen